# NGC 7290
NGC 7290 (другие обозначения — PGC 68942, UGC 12045, MCG 3-57-9, ZWG 452.14, IRAS22260+1653) — галактика в созвездии Пегас.
Этот объект входит в число перечисленных в оригинальной редакции «Нового общего каталога».
В галактике вспыхнула сверхновая SN 2000el типа II, её пиковая видимая звездная величина составила 17,5.